# برور ویت
برور ویت (نروژی: Bror With) زاده ۱۹ ژوئن ۱۹۰۰ در اسلو و مرگ به تاریخ ۹ دسامبر ۱۹۸۵م، در سن ۸۵ سالگی در همان شهر، یک مهندس و نوآور نروژی بود.
سرشناسی وی علاوه بر شرکت در جنبش مقاومت نروژ در طول جنگ جهانی دوم، مدیون ابتکار نوع خاصی از بایندینگ اسکی است، که بعدها به تولید انبوه رسید؛ و اساس تشکیل یک شرکت تجاری شد.

## پیشینه

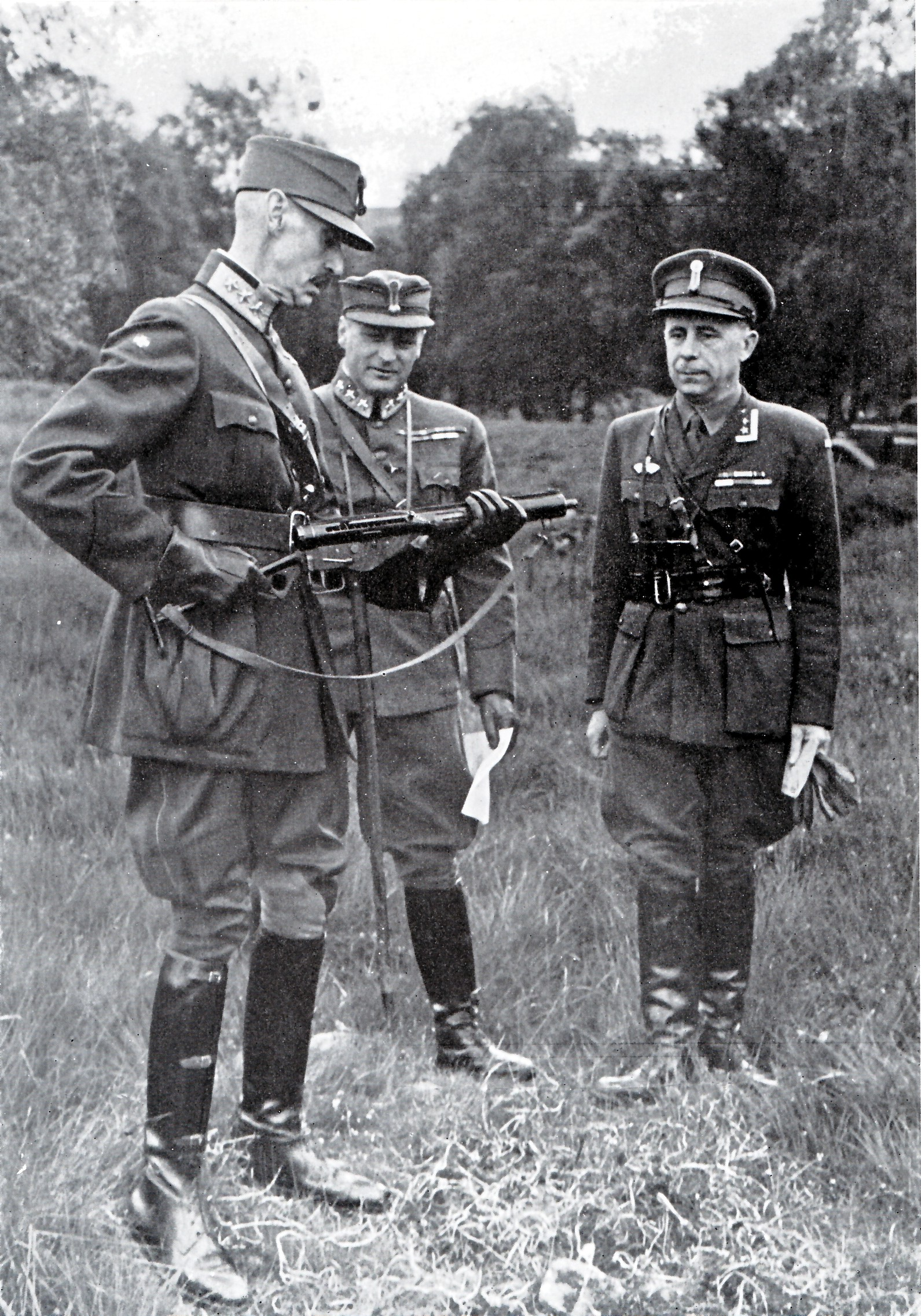
پادشاه هاکون هفتم از تولید سلاح در نروژ، تحت اشغال قوای آلمانی، بسیار خشنود بود؛ یعنی دورانی که برور ویت در طراحی و ساخت؛ و نیز آزمایش و توزیع سلاح مشارکتی فعال داشت.

برور ویت، سال ۱۹۰۰م، در شهرکی که امروز بخشی از اسلوست، به دنیا آمد. پدرش یک خواربارفروشی داشت و دوران کودکی برور در محیطی نسبتاً مرفه گذشت. تحصیلات متوسطه را سال ۱۹۲۰م، در اسلو به پایان برد و سپس وارد دانشگاه فنی نروژ شد. سال ۱۹۲۵م، با مدرک مهندسی مکانیک فارغ‌التحصیل گشت.
برور ویت، که از همان دوران نوجوانی به ابزار فنی علاقه داشت، در سال ۱۹۲۷م، اولین نمونه خاص و جدید خود را از بایندینگ اسکی ساخت. این نمونه جدید که با استقبال اسکی بازان روبرو شد، به علت شباهت مکانیزم کار، تله موش (rottefella) نام گرفت. برگزاری المپیک زمستانی سال ۱۹۲۸م، در نروژ نیز بر موفقیت تجاری این ابتکار جدید افزود. نمونه‌های مرتباً در حال بهبود این نوع بایندینگ اسکی در شماری میلیونی در سراسر دنیا فروخته شد. درآمد حاصل از فروش، به برور ویت، امکان مشارکت در تأسیس یک شرکت فروش اتومبیل، قایق و قطعات فنی داد. برور ویت، خود راننده مسابقات سرعت، هم در خشکی و هم روی آب بود و موفقیتهای وی در شهرت این شرکت، نقش مثبتی داشت. از سال ۱۹۳۰م، برور ویت، فعالیت خود را روی طراحی و ساخت قایق موتوری متمرکز کرد و با قایق‌های خودساخته، جوایزی هم در مسابقات سوئد و نروژ به دست آورد.
با بروز جنگ جهانی دوم و اشغال نروژ توسط قوای آلمان هیتلری،
برور ویت، به جنبش مقاومت مردمی نروژ پیوست. در این دوران وی در طراحی و ساخت؛ و نیز آزمایش و توزیع سلاح مشارکتی فعال داشت. یکی از منابع مهم این فعالیت، درآمد حاصل از فروش بایندینگ اسکی بود. در سال ۱۹۴۴م، به دنبال کشف خانه پوششی توسط قوای نازی، وی خود مجبور شد به سوئد فرار کند. بعد از پایان جنگ، ایالات متحده آمریکا مبلغی را بابت حق استفاده از یک ابزار پاکسازی سلاح که برور ویت، ابداع کرده بود را به وی پرداخت. از سال ۱۹۵۰م، برور ویت، شروع به ساخت قایق‌های موتوری پلاستیکی کوچکی کرد که بسیار معروف شدند. در سال ۱۹۵۳م، ازدواج کرد. درسال ۱۹۶۴م، وی برنده یک جایزه نروژی به عنوان بهترین طراح قایق شد. برور ویت، ساخت قایق‌های خود را مرتباً بهبود داد. این قایقها در طول سالهای زیادی پرفروشترین قایقهای نروژ بودند. در اواخر عمر برور ویت، بار دیگر به ساخت قایقهای چوبی روی آورد. سرانجام در سن ۸۵ سالگی، در سال ۱۹۸۵م، برور ویت زندگی را وداع گفت، اما اثرات فعالیت گسترده وی در فرهنگ، فناوری و اقتصاد نروژ برجا خواهد ماند.